# 松任市
松任市（日语：／ Mattō shi */?）是過去位於日本石川縣南部的行政區劃，已於2005年與石川郡除野野市町以外的町村合併為白山市。
因鄰近石川縣的經濟中心金澤市，成為金澤都市圏的一員而一同發展，吸引許多製造業在此發展。

## 歷史
松任市的轄區區過去在令制國時代最初屬於越前國加賀郡，9世紀後被劃入新設立的加賀國，接著又被劃入新設立的石川郡。在12世紀至15世紀期間，本地曾由松任氏所統治，並在此建立了松任城，16世紀時曾成為加賀一向一揆的據點，直到織田信長平定此地後成為織田信長的勢力範圍，後一度成為織田信長與上杉謙信之間手取川之戰的戰場。
17世紀江戶時代後成為加賀藩前田氏的領地，直到1871年實施廢藩置縣後改隸屬金澤縣，金澤縣也同一年又更名為石川縣。
1889年日本實施町村制，設立了松任町，而現在的松任市轄區在當時還包括比樂島村、福留村、柏野村、笠間村、笠島村、一木村、出城村、御手洗村、旭村、鄉村、中奧村、林中村、山島村共13個行政區劃；這13個行政區劃在1950年代先後與松任町完成整併，整併後的松任町也在1970年升格為松任市。
2000年代日本政府再次推動行政區劃整併，因此松任市在2005年與美川町、鶴來町、河內村、吉野谷村、鳥越村、尾口村、白峰村合併為白山市。

### 變遷表
| 1889年4月1日 | 1889年 - 1912年            | 1912年 - 1944年            | 1945年 - 1954年            | 1945年 - 1954年            | 1955年 - 1989年            | 1955年 - 1989年             | 1989年 - 現在                 | 現在                          |
| ------------ | -------------------------- | -------------------------- | -------------------------- | -------------------------- | -------------------------- | --------------------------- | ----------------------------- | ----------------------------- |
| 鄉村         | 鄉村                       | 鄉村                       | 鄉村                       | 鄉村                       | 1956年9月30日 併入野野市町 | 1956年9月30日 併入野野市町  | 2011年11月11日 改制為野野市市 | 2011年11月11日 改制為野野市市 |
| 鄉村         | 鄉村                       | 鄉村                       | 鄉村                       | 鄉村                       | 1956年9月30日 併入松任町   | 1970年10月10日 改制為松任市 | 2005年2月1日 合併為白山市     | 2005年2月1日 合併為白山市     |
| 松任町       | 松任町                     | 松任町                     | 松任町                     | 1954年11月3日 合併為松任町 | 1954年11月3日 合併為松任町 | 1970年10月10日 改制為松任市 | 2005年2月1日 合併為白山市     | 2005年2月1日 合併為白山市     |
| 比樂島村     | 比樂島村                   | 1934年7月15日 合併為石川村 | 1934年7月15日 合併為石川村 | 1954年11月3日 合併為松任町 | 1954年11月3日 合併為松任町 | 1970年10月10日 改制為松任市 | 2005年2月1日 合併為白山市     | 2005年2月1日 合併為白山市     |
| 福留村       |                            | 1934年7月15日 合併為石川村 | 1934年7月15日 合併為石川村 | 1954年11月3日 合併為松任町 | 1954年11月3日 合併為松任町 | 1970年10月10日 改制為松任市 | 2005年2月1日 合併為白山市     | 2005年2月1日 合併為白山市     |
| 柏野村       |                            |                            |                            | 1954年11月3日 合併為松任町 | 1954年11月3日 合併為松任町 | 1970年10月10日 改制為松任市 | 2005年2月1日 合併為白山市     | 2005年2月1日 合併為白山市     |
| 笠間村       |                            |                            |                            | 1954年11月3日 合併為松任町 | 1954年11月3日 合併為松任町 | 1970年10月10日 改制為松任市 | 2005年2月1日 合併為白山市     | 2005年2月1日 合併為白山市     |
| 笠島村       | 1899年3月17日 更名為宮保村 | 1899年3月17日 更名為宮保村 | 1899年3月17日 更名為宮保村 | 1954年11月3日 合併為松任町 | 1954年11月3日 合併為松任町 | 1970年10月10日 改制為松任市 | 2005年2月1日 合併為白山市     | 2005年2月1日 合併為白山市     |
| 一木村       |                            |                            |                            | 1954年11月3日 合併為松任町 | 1954年11月3日 合併為松任町 | 1970年10月10日 改制為松任市 | 2005年2月1日 合併為白山市     | 2005年2月1日 合併為白山市     |
| 出城村       |                            |                            |                            | 1954年11月3日 合併為松任町 | 1954年11月3日 合併為松任町 | 1970年10月10日 改制為松任市 | 2005年2月1日 合併為白山市     | 2005年2月1日 合併為白山市     |
| 御手洗村     |                            |                            |                            | 1954年11月3日 合併為松任町 | 1954年11月3日 合併為松任町 | 1970年10月10日 改制為松任市 | 2005年2月1日 合併為白山市     | 2005年2月1日 合併為白山市     |
| 旭村         |                            |                            |                            | 1954年11月3日 合併為松任町 | 1954年11月3日 合併為松任町 | 1970年10月10日 改制為松任市 | 2005年2月1日 合併為白山市     | 2005年2月1日 合併為白山市     |
| 中奧村       |                            |                            |                            | 1954年11月3日 合併為松任町 | 1954年11月3日 合併為松任町 | 1970年10月10日 改制為松任市 | 2005年2月1日 合併為白山市     | 2005年2月1日 合併為白山市     |
| 林中村       |                            |                            |                            | 1954年11月3日 合併為松任町 | 1954年11月3日 合併為松任町 | 1970年10月10日 改制為松任市 | 2005年2月1日 合併為白山市     | 2005年2月1日 合併為白山市     |
| 山島村       | 山島村                     | 山島村                     | 山島村                     | 山島村                     | 1957年1月1日 併入松任町    | 1970年10月10日 改制為松任市 | 2005年2月1日 合併為白山市     | 2005年2月1日 合併為白山市     |
| 鶴來町       | 鶴來町                     | 鶴來町                     | 鶴來町                     | 1954年11月1日 合併為鶴來町 | 1954年11月1日 合併為鶴來町 | 1954年11月1日 合併為鶴來町  | 2005年2月1日 合併為白山市     | 2005年2月1日 合併為白山市     |
| 館畑村       |                            |                            |                            | 1954年11月1日 合併為鶴來町 | 1954年11月1日 合併為鶴來町 | 1954年11月1日 合併為鶴來町  | 2005年2月1日 合併為白山市     | 2005年2月1日 合併為白山市     |
| 林村         |                            |                            |                            | 1954年11月1日 合併為鶴來町 | 1954年11月1日 合併為鶴來町 | 1954年11月1日 合併為鶴來町  | 2005年2月1日 合併為白山市     | 2005年2月1日 合併為白山市     |
| 藏山村       |                            |                            |                            | 1954年11月1日 合併為鶴來町 | 1954年11月1日 合併為鶴來町 | 1954年11月1日 合併為鶴來町  | 2005年2月1日 合併為白山市     | 2005年2月1日 合併為白山市     |
| 河內村       | 河內村                     | 河內村                     | 1951年4月1日 一之宮村      | 1954年11月1日 合併為鶴來町 | 1954年11月1日 合併為鶴來町 | 1954年11月1日 合併為鶴來町  | 2005年2月1日 合併為白山市     | 2005年2月1日 合併為白山市     |
| 河內村       | 河內村                     | 河內村                     | 河內村                     |                            |                            |                             | 2005年2月1日 合併為白山市     | 2005年2月1日 合併為白山市     |
| 吉野谷村     |                            |                            |                            |                            |                            |                             | 2005年2月1日 合併為白山市     | 2005年2月1日 合併為白山市     |
| 美川町       | 美川町                     | 美川町                     | 美川町                     | 1954年11月1日 合併為美川町 | 1954年11月1日 合併為美川町 | 1954年11月1日 合併為美川町  | 2005年2月1日 合併為白山市     | 2005年2月1日 合併為白山市     |
| 蝶屋村       |                            |                            |                            | 1954年11月1日 合併為美川町 | 1954年11月1日 合併為美川町 | 1954年11月1日 合併為美川町  | 2005年2月1日 合併為白山市     | 2005年2月1日 合併為白山市     |
| 湊村         |                            |                            |                            | 1954年11月1日 合併為美川町 | 1954年11月1日 合併為美川町 | 1954年11月1日 合併為美川町  | 2005年2月1日 合併為白山市     | 2005年2月1日 合併為白山市     |
| 別宮村       | 1907年8月5日 合併為鳥越村  | 1907年8月5日 合併為鳥越村  | 1907年8月5日 合併為鳥越村  | 1907年8月5日 合併為鳥越村  | 1907年8月5日 合併為鳥越村  | 1907年8月5日 合併為鳥越村   | 2005年2月1日 合併為白山市     | 2005年2月1日 合併為白山市     |
| 河野村       | 1907年8月5日 合併為鳥越村  | 1907年8月5日 合併為鳥越村  | 1907年8月5日 合併為鳥越村  | 1907年8月5日 合併為鳥越村  | 1907年8月5日 合併為鳥越村  | 1907年8月5日 合併為鳥越村   | 2005年2月1日 合併為白山市     | 2005年2月1日 合併為白山市     |
| 吉原村       | 1907年8月5日 合併為鳥越村  | 1907年8月5日 合併為鳥越村  | 1907年8月5日 合併為鳥越村  | 1907年8月5日 合併為鳥越村  | 1907年8月5日 合併為鳥越村  | 1907年8月5日 合併為鳥越村   | 2005年2月1日 合併為白山市     | 2005年2月1日 合併為白山市     |
| 尾口村       |                            |                            |                            |                            |                            |                             | 2005年2月1日 合併為白山市     | 2005年2月1日 合併為白山市     |
| 白峰村       |                            |                            |                            |                            |                            |                             | 2005年2月1日 合併為白山市     | 2005年2月1日 合併為白山市     |

## 行政

### 歷任首長
| 屆         | 任         | 姓名       | 上任日期       | 卸任日期       | 備註                 |
| 松任町町長 | 松任町町長 | 松任町町長 | 松任町町長     | 松任町町長     | 松任町町長           |
| ---------- | ---------- | ---------- | -------------- | -------------- | -------------------- |
| 1          | 1          | 正見二郎   | 1954年12月1日  | 1958年11月30日 |                      |
| 2          | 2          | 毛利義男   | 1958年12月1日  | 1962年11月30日 |                      |
| 3          | 2          | 毛利義男   | 1962年12月1日  | 1966年11月30日 |                      |
| 4          | 3          | 宮田官     | 1966年12月1日  | 1970年10月9日  | 松任町升格為松任市   |
| 松任市市長 |            |            |                |                |                      |
| 1          | 1          | 宮田官     | 1970年10月0日  | 1970年11月30日 | 繼續完成原町長之任期 |
| 2          | 1          | 宮田官     | 1970年12月1日  | 1973年12月28日 | 辭職                 |
| 3          | 2          | 作本博     | 1974年2月10日  | 1978年2月9日   |                      |
| 4          | 2          | 作本博     | 1978年2月10日  | 1980年4月14日  |                      |
| 5          | 3          | 細川久米夫 | 1980年6月1日   | 1984年5月31日  |                      |
| 6          | 3          | 細川久米夫 | 1984年6月1日   | 1988年5月31日  |                      |
| 7          | 3          | 細川久米夫 | 1988年6月1日   | 1992年5月31日  |                      |
| 8          | 3          | 細川久米夫 | 1992年6月1日   | 1996年5月31日  |                      |
| 9          | 3          | 細川久米夫 | 1996年6月1日   | 1998年10月15日 | 因收賄遭到逮捕後辭職 |
| 10         | 4          | 角光雄     | 1998年11月29日 | 2002年11月28日 |                      |
| 11         | 4          | 角光雄     | 2002年11月29日 | 2005年1月31日  | 松任市合併為白山市   |

## 交通
西日本旅客鐵道北陸本線與高速公路北陸自動車道都以南北向從轄內通過，北陸本線更是直接自市區中穿過，位於市區內的松任車站也就成為市內的主要車站，同時西日本旅客鐵道在松任車站旁也設有鐵路機場金澤綜合車輛所松任本所。
過去在松任車站曾有北陸鐵道的松金線，大致沿著現在的縣道291號往東北，經過現在的野野市市並可接到金澤市，不過此條鐵路已在1955年停止營運。

### 鐵路
- 西日本旅客鐵道
  - 北陸本線：（←美川町（日语：美川町 (石川県)）） - 加賀笠間車站 - 松任車站 - （野野市市→）

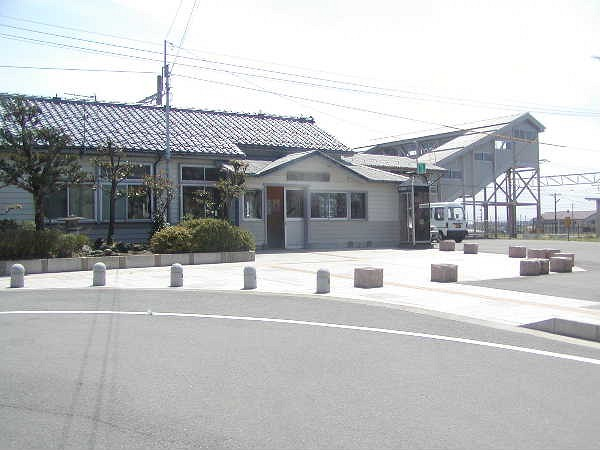
加賀笠間車站
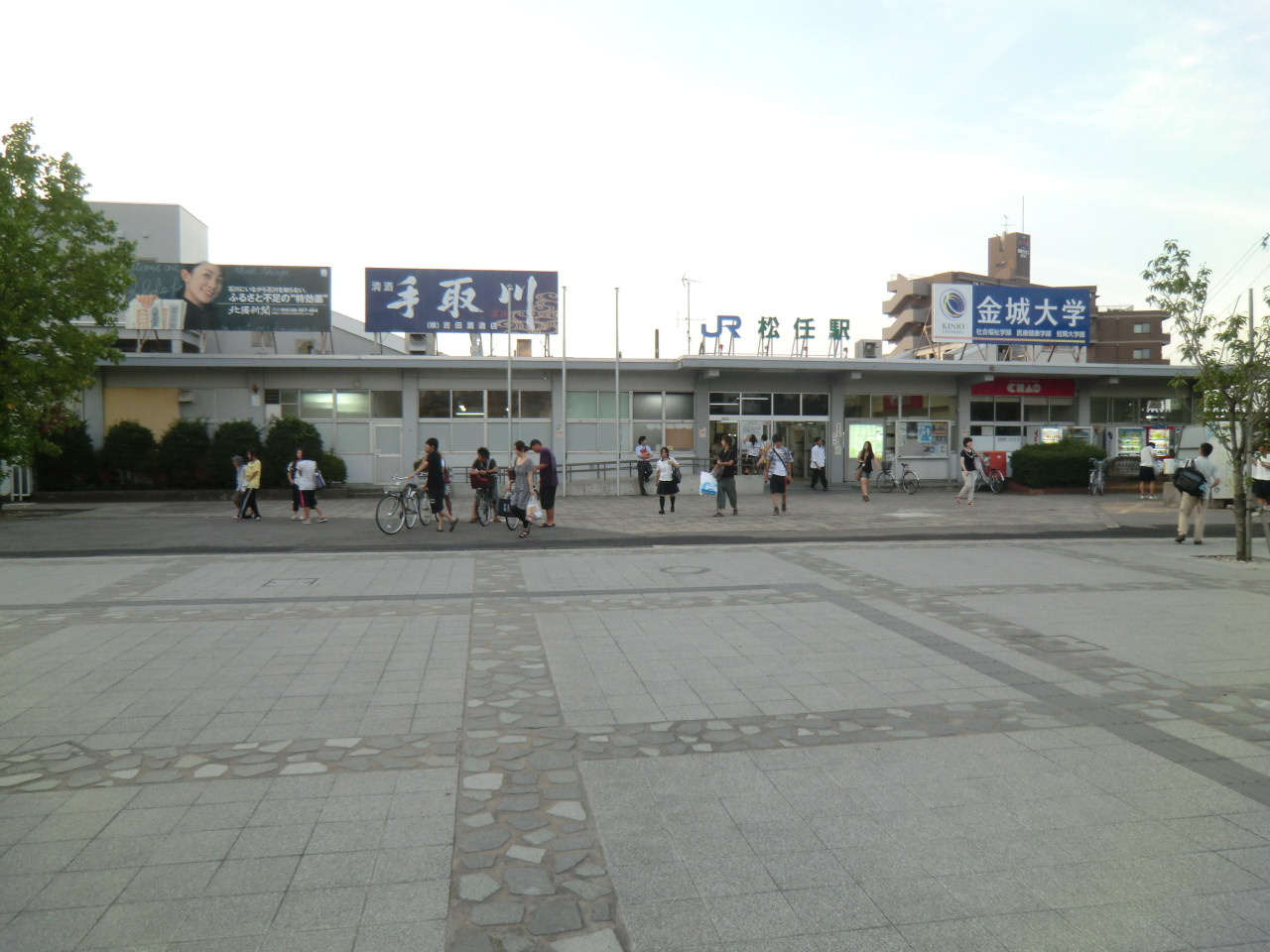
松任車站南口

### 公路
高速公路
- 北陸自動車道：（美川町） - 德光休息區 - （金澤市）

## 姊妹、友好城市

### 日本
- 藤枝市（靜岡縣）
於1983年締結為親善友好都市。[7]

### 海外
- 哥倫比亞（美國密苏里州布恩郡）
於1988年締結為姊妹都市。[7]
- 堪薩斯城（美國密苏里州）
於1988年締結為準姊妹都市。
- 圣路易斯（美國密苏里州）
於1988年締結為準姊妹都市。
- 溧阳市（中國江苏省常州市）
於1995年締結為友好都市。[7]
- 彭里斯市（澳洲新南威爾士州）
於1995年締結為親善友好都市。[7]